# Jüdischer Friedhof (Idstein)

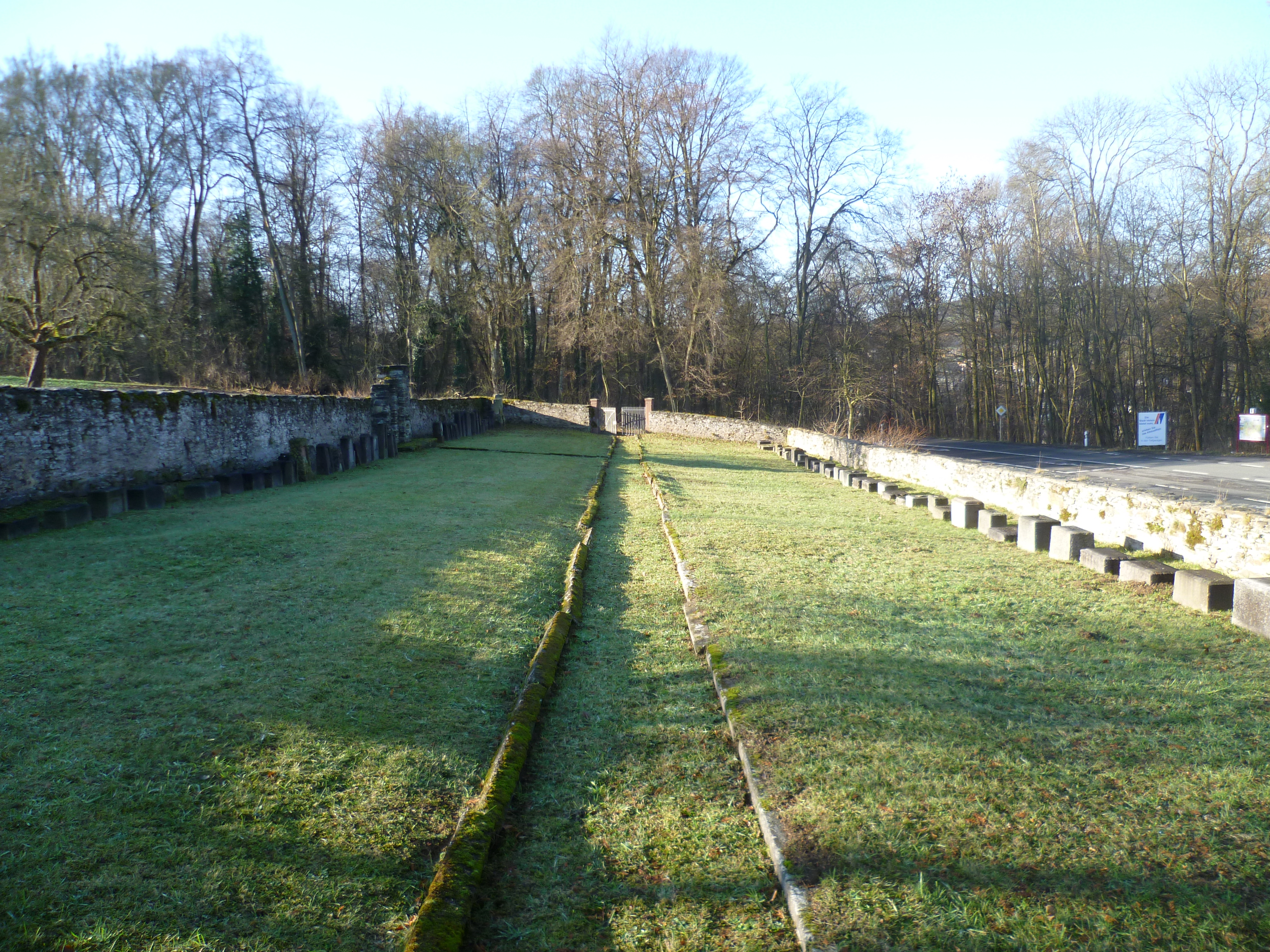
Der Jüdische Friedhof Idstein

Der Jüdische Friedhof Idstein ist ein jüdischer Friedhof in Idstein im Rheingau-Taunus-Kreis in Hessen. Er liegt nordöstlich der Stadt auf der rechten Seite der Escher Straße.

## Geschichte
Nachdem die Toten der jüdischen Gemeinde Idstein zunächst auf dem Sammelfriedhof in Esch beigesetzt wurden, wurde 1874 ein eigener Friedhof in Idstein angelegt. Der Friedhof ist von einer Bruchsteinmauer umfasst und hat ein eisernes Gittertor an der Schmalseite.
Während der Novemberpogrome 1938 wurde der Friedhof verwüstet und die Grabsteine wurden im Wald zerstreut. 1942 wurde der Friedhof von der  Heil- und Pflegeeinrichtung Kalmenhof gekauft, die zu dieser Zeit eine Zwischenanstalt der NS-Tötungsanstalt Hadamar war. In der Folge wurden auch Opfer der nationalsozialistischen Euthanasie-Verbrechen hier begraben.
Die Jüdische Vermögensverwaltung übernahm den Friedhof 1945. Die Grabsteinreste der ca. 50 bis 75 Gräber wurden an der Innenseite der Friedhofsmauer aufgestellt und aus dem verbliebenen Grabsteinbruch ein Mahnmal errichtet.